# Bre Blair
Pour les articles homonymes, voir Blair.
Bre Blair est une actrice canadienne, née le 29 avril 1980.

## Filmographie
- 1992 : Les Visiteurs de l'au-delà (TV) : Leigh Holland, enfant (non créditée)
- 1995 : The Baby-Sitters Club (en) : Stacey McGill
- 1998 : Hotel del Sol (série télévisée)
- 1998 : TNT
- 2000 : Cherry Falls : Stacy Twelfmann
- 1999 : Undressed (série télévisée) : Elena (2001, saison 4)
- 2003 : So Downtown (série télévisée) : Patty
- 2005 : Down Dog : Shiva
- 2006 : Something's Wrong in Kansas : Page
- 2006 : Stripped Down : Wren
- 2006 : Ghost Whisperer  : Lynn Cooper (saison 2, épisode 16)
- 2006 : Psych : Enquêteur malgré lui : Talia (saison 1, épisode 8)
- 2006 : Esprits criminels : Maggie (saison 2, épisode 22)
- 2006 : Monk : Debbie (saison 4 épisode 11 : Monk oublie tout)
- 2007 : Newport Beach : Carrie Spitz (saison 4, épisode 14)
- 2008 : The Unit : Commando d'élite (série télévisée) : Joss Morgan (saison 4)
- 2011 : NCIS : Los Angeles (série télévisée) : FBI Agent (saison 2, épisode 13 : Archangel)
- 2011 : Hawaii 5-0 (série télévisée) : Chloe Ballantine (saison 1)
- 2011 : Hard Times (série télévisée) : Mrs K, professeur (saison 2, épisode 5)
- 2011 : En quarantaine 2 (Quarantine 2: Terminal) de John Pogue : Paula
- 2012: Championnes à tout prix (série télévisée) : Annie (saison 3)
- 2013 : Last Vegas de Jon Turteltaub
- 2014 : Flash (série télévisée) : Tess Morgan (saison 1, épisode 17)
- 2015 : ToY : Alison
- 2016 : Game of Silence : Jessie West
- 2017 : S.W.A.T. : Annie, la femme de David « Deacon » Kay
- 2018 : Life Sentence : Lauren (saison 1, épisode 3)
- 2019 : Station 19 : Jennifer Ripley (saison 2, épisodes 15 et 16)
- 2023 : Alert : Missing Persons Unit : June Butler (saison 1, épisodes 2 et 4)